# Sinagoga di Savoca
La sinagoga di Savoca è stata un edificio religioso di Savoca.

## Storia
Le rovine di quella che, durante il Medioevo, fu la "Mischita" dei giudei di Savoca, si trovano a pochi passi dalla Chiesa di San Michele e dal trecentesco Palazzo della Curia (oggi ex Ufficio di Collocamento), proprio alle pendici dell'altura ove sorge il Castello di Pentefur.
Il vetusto manufatto, che in passato aveva due elevazioni fuori terra,  è in pessime condizioni di conservazione, invaso da sterpaglie e terriccio alluvionale, all'interno esiste una profonda cisterna. Sono visibili due archi in pietra sul prospetto principale, mentre su quello laterale, si scorge una pregevole finestra in pietra arenaria, ancora in discrete condizioni; caratteristici sono i conci di pietra angolare che collegano detto prospetto con la parete ovest. Non si conosce l'anno di costruzione di questo edificio, che aveva due piani fuori terra, si sa solo (grazie ad antichi documenti che lo individuano con assoluta precisione "nel centro e nel migliore luogo" dell'antico abitato) che esisteva già nel 1408. Fruivano di questa sinagoga gli ebrei residenti a Savoca e nei borghi e villaggi vicini.
Poiché detto edificio di culto sorgeva in un quartiere abitato da cristiani, perdipiù vicino a chiese ed al palazzo ove avevano sede le magistrature municipali, nell'agosto 1470, venne confiscato su ordine del Viceré del Regno di Sicilia Lope III Ximénez de Urrea y de Bardaixi. Lo stesso viceré dispose che la sinagoga venisse edificata in altro luogo.   La ragione di tale provvedimento è da ricercare nel fatto che i giudei savocesi, nell'officiare i loro riti (soprattutto nel giorno di sabato) cantavano inni a voce talmente alta da disturbare le attività dei cristiani che da lì a pochi passi si svolgevano. Di conseguenza, la sinagoga venne confiscata e rivenduta ad un cristiano, un privato cittadino del luogo, tal Fulippu Sturiali (Filippo Sturiale in lingua italiana) che dovette pagare ai suoi concittadini giudei una somma pari a ¼ del valore dell’immobile e “consegnare o cedere” un fondo o un edificio su cui detti giudei avrebbero potuto edificare o trasferire la loro sinagoga. Fatto ciò, il nuovo acquirente trasformò l'edificio di culto in civile abitazione. Non è dato sapersi ove gli ebrei savocesi stabilirono il loro nuovo luogo di culto. Pochi anni dopo, nel 1492, gli ebrei furono costretti a lasciare il Regno di Sicilia. La loro ex sinagoga continuò ad essere una civile abitazione, per secoli; nel XX secolo viene adibita a stalla, poi, dopo il crollo del tetto, è diventata un rudere a cielo aperto. Risulta interessante ricordare che a Savoca esisteva anche un cimitero ebraico, sito in località Moselle (nei pressi della frazione di Rina) vicino alla sponda destra del Fiume Agrò.
L'antico luogo di culto è stato, nel corso degli anni, oggetto di studi da parte di numerosi esperti; nel 1997, si accertò l'orientamento dell'edificio in direzione est-ovest (cioè verso Gerusalemme) e la presenza di una grande cisterna per la raccolta dell'acqua piovana che serviva per le abluzioni rituali. Nel 2014, tra le rovine della sinagoga, è stata scoperta una lapide con sopra scolpita la stella di David. Il 7 agosto 2014, questi ruderi sono stati visitati da un nutrito gruppo di esperti guidati dal rabbino capo di Siracusa prof. Stefano Di Mauro, il quale giunto all'interno della sinagoga, ha suonato il caratteristico Shofar.  Il 29 gennaio 2015, la Soprintendenza dei beni culturali di Messina ha approvato un progetto per la messa in sicurezza dell'edificio.